# Mark Lyons
Mark Lyons (Schenectady, 4 luglio 1989) è un cestista statunitense.

## Palmarès
- Campionato israeliano: 1

Maccabi Rishon LeZion: 2015-16